# Deïtat tutelar
Una deïtat tutelar és un esperit o deïtat a càrrec de ser guardià, patró o protector d'un lloc particular, accident geogràfic, persona, llinatge, nació, cultura o professió en una religió politeista o animista.

## Geni tutelar, esperit protector i esperit familiar
Pierre A. Riffard defineix l'esperit tutelar com un geni tutelar (present des del naixement), com un esperit protector (que pot ajudar en moments de dificultat) o com un esperit familiar.
Un geni tutelar és una deïtat o dèmon estrictament personal que ha presidit el destí de cada home o dona, sempre des del seu naixement, fins al moment de la seva mort, quan l'esperit, finalment, desapareix. Des que Sòcrates, a la seva infància, havia sentit la veu el seu esperit personal o dèmon, que li prohibia fer coses:
| «                                   | «Mes la causa és el que molts cops m'heu sentit dir a molts llocs, que a sobre meu sento la influència d'algun déu o d'algun geni —al qual, com heu sentit, al·ludí Mèlet a la seva jocosa acusació—: es tracta d'una veu que començà a mostrar-se'm a la meva infància, la qual, sempre que es deixa sentir, tracta d'apartar-me d'allò que vull fer i mai no m'incita envers allò.» | » |
| — Plató. Defensa de Sòcrates, 40 b. | |   |

## Antiga Grècia
En l'antiga religió grega, Atena era la deessa patrona de la ciutat d'Atenes.

## Antiga Roma

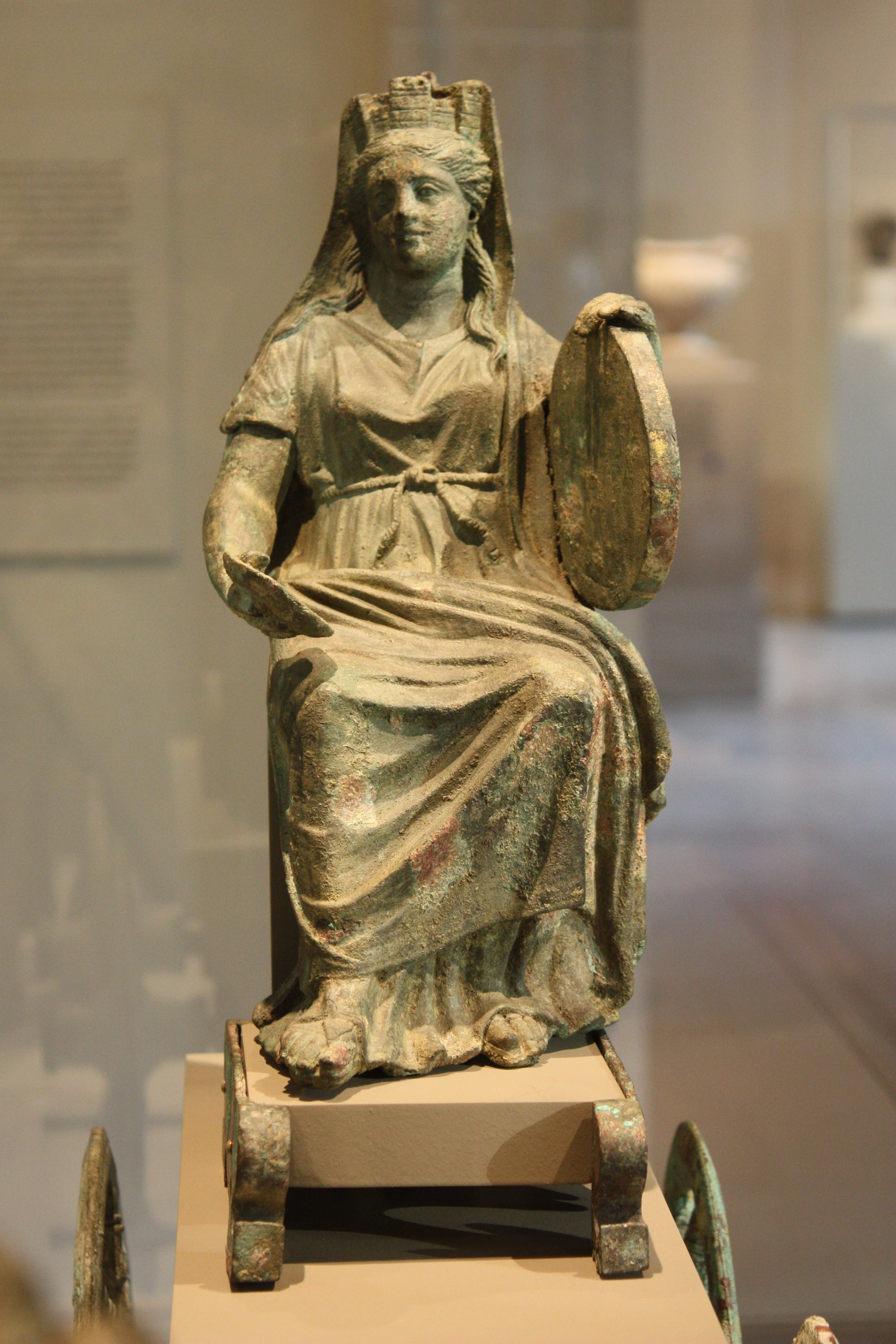
Les muralles de la ciutat que protegeix estan representades per la corona de Cíbele.

Les divinitats tutelars que protegeixen i preserven un lloc o una persona són fonamentals a l'antiga religió romana. La divinitat tutelar d'una persona era el seu geni o també, en el cas d'una dona, la seva Juno. A l'època imperial, el geni de l'emperador era el focus del culte imperial. Un emperador podia també adoptar una deïtat important com a patró o protector personal o tutelar, com Cèsar August feu amb Apol·lo. Els precedents per reclamar la protecció personal d'una deïtat s'establiren en l'època republicana quan, per exemple, el dictador romà Sul·la anuncià la deessa Victòria com la seva divinitat tutelar mitjançant la celebració de jocs públics en honor seu.
Cada poble o ciutat tenia una o diverses divinitats tutelars, la protecció de les quals es considerava particularment important en temps de guerra o setge. La pròpia Roma estava protegida per una deessa el nom de la qual es mantenia ritualment en secret, sota pena de mort (com fou el cas de Quint Valeri Sorà). La Tríada capitolina de Juno, Júpiter i Minerva també foren divinitats tutelars de Roma.
Les ciutats itàliques tenien llurs pròpies divinitats tutelars. Juno sovint tenia aquesta funció, com a la ciutat de Lanúvium i a la ciutat de Veïs, i es trobava sovint en un gran temple a l'arx (ciutadella) o en un altre lloc prominent o cèntric.
El ritual romà d'evocatio es basava en la creença que una ciutat podia ser vulnerable militarment si el poder de la divinitat tutelar era desviat fora de la ciutat, tal vegada per una oferta superior de culte al mantingut a Roma. La representació d'algunes deesses, com és el cas de la Magna Mater com a "torre coronada" identifica la seva capacitat per preservar la ciutat. Els pobles a les províncies romanes podien adoptar una deïtat de l'esfera religiosa romana perquè servís com a guardià o sincretitzar la seva pròpia divinitat tutelar com a tal. Per exemple, una comunitat dins de la civitas dels rems a la Gàl·lia adoptà Apol·lo com la seva divinitat tutelar, i a la seva capital (avui Reims) el tutelar era Mart-Camulos.

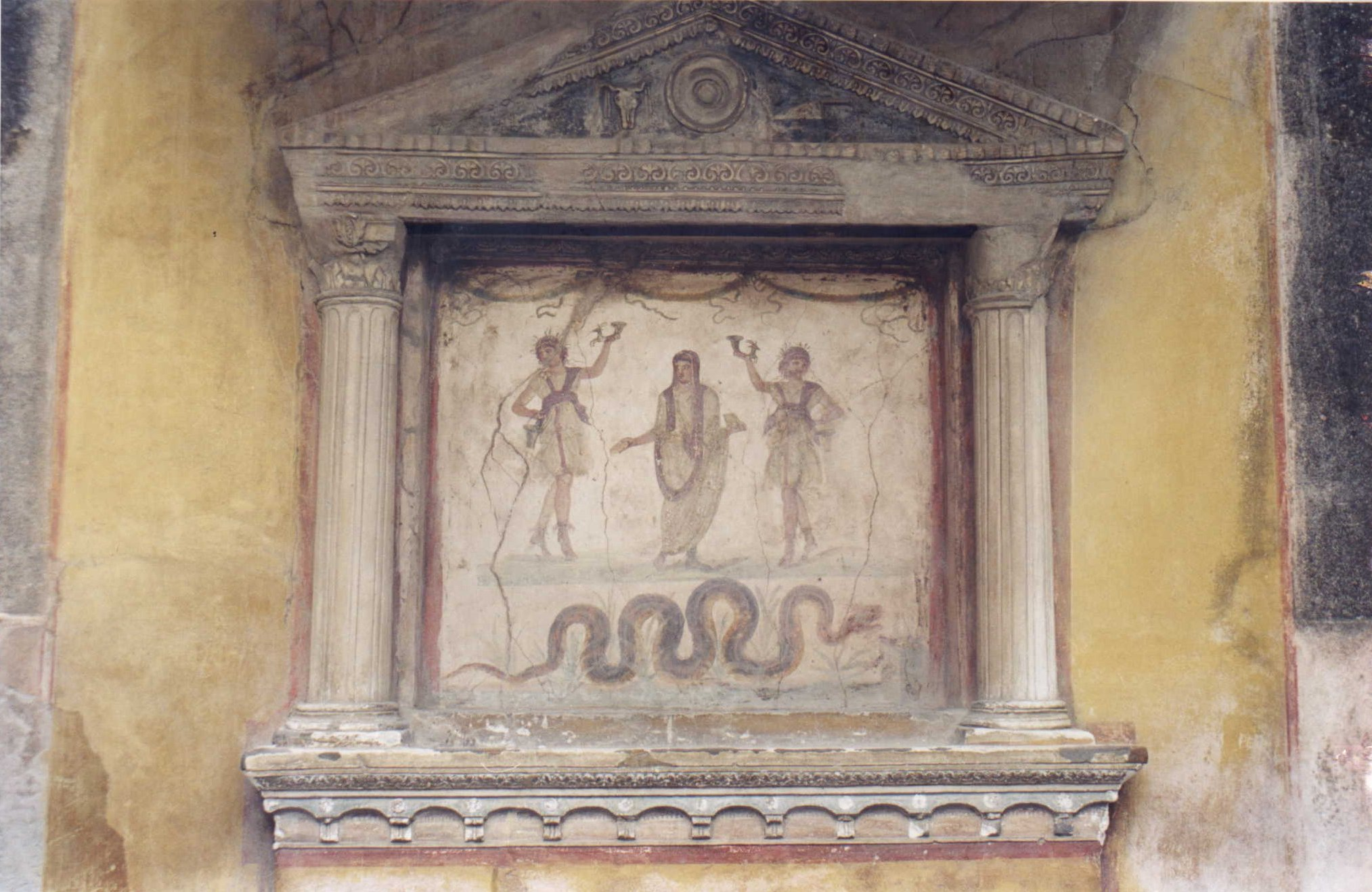
Larari mostrant divinitats tutelars de la casa: el geni ancestral (centre), franquejat per dos lars amb una serp guardiana (a sota).

Les divinitats tutelars s'incloïen també en llocs menors, com magatzems, cruïlles de camins o graners. Cada llar romana tenia un conjunt de deïtats protectores: els lars, els penats, que custodiaven el magatzem de la part més interna de la casa, Vesta, que tenia el seu lloc sagrat a cada casa al foc de la llar; i el geni del pater familias, el cap de família. El poeta Marcial llistà les divinitats tutelars que vetllaven pels diversos aspectes de la seva granja. L'arquitectura d'un graner (horreum) presentava fornícules amb imatges de les divinitats tutelars, que podien incloure el genius loci o esperit guardià del lloc, Hèracles, Silvà, Fortuna Conservatrix o les gregues orientals Afrodita i Agatodaimon.
Els lares compitales eren els déus tutelars d'un barri (vicus). Cadascun tenia un compitum (santuari) dedicat a ells Durant la República, el culte de les divinitats tutelars locals o del veïnatge de vegades es convertí en punt de manifestació d'agitació política i social.